# Amiral Makarov (brise-glace, 1940)
L'Amiral Makarov (en russe : Адмирал Макаров) est un brise-glace construit en 1940 en URSS, au chantier naval de la Baltique à Leningrad. Appartenant à la série de brise-glaces « projet 51 », il était le navire jumeau du brise-glace Joseph Staline (Sibir après 1956). Il a été en service de 1940 à 1966. Il a été nommé à son lancement V. Molotov en l’honneur du dirigeant soviétique Viatcheslav Molotov.

## Conception
Dans les années 1930, compte tenu de la nécessité de maintenir la navigation dans les régions septentrionales et de l’obsolescence technique des brise-glaces en leur possession, les autorités soviétiques décident de construire de nouveaux brise-glaces dans les chantiers navals domestiques. La conception technique des brise-glaces de type 51 a été réalisée par le bureau Sudoprojekt, la conception de travail a été développée dans le bureau d'études du chantier naval Sergo Ordzhonikidze (devenu chantier naval de la Baltique) à Leningrad. Le projet a utilisé des solutions éprouvées, prenant en compte l’expérience dans la navigation arctique acquise lors de l’exploitation du brise-glace Krassine, construit en Angleterre en 1917, et du brise-glace Yermak. Les machines à vapeur ont été construites selon les dessins britanniques, les chaudières étaient alimentées au charbon. Le commandement naval soviétique a décidé de construire les brise-glaces en 1932, confiant le projet à l’ingénieur Ivan Smorgon. Le projet a été approuvé en 1934 et, en moins d’un an, la construction a commencé pour le J. Staline, le navire de tête de la série, et trois autres navires de la même classe : le V. Molotov, également construit au chantier naval de la Baltique de Leningrad, ainsi que le L. Kaganovich et le A. Mikoyan construits à Mykolaïv.

## Spécifications
Le navire avait une longueur de 106,6 m et une largeur de 23,1 m, un tirant d'eau de 8,8 m et un déplacement de 11000 tonnes. Ses machines avaient une puissance de 10000 ch, et il atteignait la vitesse de 15,5 nœuds.
Sa coque était constituée de plaques d’acier de 32 à 35 mm d’épaisseur. La ceinture de glace, allant de 0,6 m au-dessus de la ligne de flottaison à 5,7 m au-dessous de la ligne de flottaison, avait un revêtement de 40 mm d’épaisseur. L’espacement entre les cadres était de 305 mm.
La propulsion était assurée par trois machines à vapeur à triple expansion, alimentées en vapeur par 9 chaudières à tubes d'eau alimentées au charbon. La puissance totale était de 9900 ch. Les machines entraînaient 3 hélices à pales remplaçables en acier d’un diamètre de 4,4 m qui pesaient 14,9 tonnes chacune.
L’électricité était fournie par un générateur de 25 kW. Une génératrice de secours était placée sur le pont supérieur.
Le brise-glace pouvait emporter jusqu’à 2900 tonnes de charbon, ce qui lui permettait de naviguer 6000 milles nautiques. L’équipage était composé de 138 personnes.
Une catapulte pour hydravions était installée à l’arrière. Le hangar devant la catapulte abritait trois hydravions.
Lors de sa conception, une attention particulière a été portée aux conditions de vie de l’équipage, ainsi qu’à l’amélioration des performances de ses moteurs. Il a été prévu pour un équipage de 138 hommes, et équipé pour la recherche hydrologique, géochimique et biologique, entre autres. Pour l’exploration de l’Arctique, il avait la capacité de transporter trois avions sur le pont, ainsi que de puissantes stations radio à ondes courtes, à ondes longues et d’urgence.

## Historique
Le brise-glace a été construit au chantier naval S. Ordzhonikidze à Leningrad. Le navire a été lancé en mars 1939, plus tôt que prévu, après quoi les travaux de construction et d’installation ont commencé. En avril 1939, trois chaudières ont été installées.
Entre août et décembre 1941, le brise-glace a été converti en croiseur auxiliaire au chantier naval de la Baltique, principalement par l’installation d’un armement antiaérien.
En avril 1942, le V. Molotov fait partie du Détachement des brise-glaces armés. Durant l’été 1942, presque tout l’équipage a été transféré à terre dans le corps des fusiliers marins. Après avoir mis fin au blocus de Leningrad en février 1944, le brise-glace a été transféré sous la juridiction du Glavsevmorpoutnik (Direction générale de la Route maritime du Nord) pour travailler dans le secteur oriental de l’Arctique.
Jusqu’en 1957, le navire était subordonné au Glavsevmorpoutnik et faisait partie des navires de la Vladivostok Arctic Shipping Company, basée dans le port de Vladivostok en Extrême-Orient. Puis, après que la Compagnie de navigation de l’Arctique de Vladivostok soit devenue une partie de la Compagnie de navigation d’Extrême-Orient, il est resté dans la FESCO.
En 1958, après la défaite du « groupe anti-parti », le brise-glace a été rebaptisé Amiral Makarov, en l’honneur du vice-amiral Stepan Makarov.
Le brise-glace a été transféré à la République démocratique allemande en 1966 pour travailler dans la mer Baltique. Son utilité a rapidement disparu, lorsque le tout nouveau brise-glace Stefan Janzen est entré en service. En 1967, le navire a été vendu pour la ferraille à une société allemande.